# Frank Kristensen
Frank Rosendahl Kristensen Michalski (Agger, 10 maart 1977) is een Deens voetballer (aanvaller) die sinds februari 2013 voor de Deense eersteklasser FC Midtjylland uitkomt. Voordien speelde hij onder meer voor Randers FC.

## Interlandcarrière
In 1999 speelde Kristensen drie wedstrijden voor de Deense U-21.